# Зимняя вишня (альбом)
«Зимняя вишня» — пятый студийный альбом российской певицы Анжелики Варум, выпущенный в 1996 году на лейбле «Студия Союз». Продюсером альбома и автором музыки всех песен выступил отец певицы Юрий Варум. По данным «Российского музыкального ежегодника», пластинка вошла в десятку самых продаваемых отечественных альбомов в 1997 году в России.
Особую популярность приобрела песня «Зимняя вишня», ставшая лауреатом премии «Песня года». Её же газета «Комсомольская правда» внесла в список лучших песен Анжелики Варум. Однако после пожара в торговом центре «Зимняя вишня» в Кемерово 25 марта 2018 года, унёсшего жизни 60 человек, Анжелика исключила песню из своего репертуара.
После выхода альбома состоялась премьера концертной программы «Сны Анжелики» в Санкт-Петербурге в концертном зале «Октябрьский».

## Отзывы критиков
| Оценки критиков | Оценки критиков |
| Источник        | Оценка          |
| --------------- | --------------- |
| Живой звук      | [ 5 ]           |

Дмитрий Аношин в своей рецензии для газеты «Живой звук» написал, что в альбоме «есть хорошие песни и небезынтересные мелодии, но аранжировки им проигрывают, без „вроде бы, модных“, но плоских, невыразительных и порядком затёртых звуков, которые почему-то полюбили наши артисты, всё выглядело бы достойнее». Также он отметил, что «эксперименты с имиджем для музыканта в порядке вещей, но рейверские ультра-примочки Анжелике не слишком идут — она гораздо более органична в традиционных жанрах». Из всех треков альбома он рекомендовал следующие: смелое посвящение Иосифу Кобзону «Я и ты», посвящение Алле Пугачёвой «Это всё для тебя», «Время пингвинов и бабочек» из-за мелодии, «Белая песня» и «Цветок», близкий по настроению к эмигрантско-городскому романсу.

## Список композиций
| №                   | Название                    | Длительность |
| ------------------- | --------------------------- | ------------ |
| 1.                  | «Зимняя вишня»              | 4:41         |
| 2.                  | «Розовый зайчик»            | 3:45         |
| 3.                  | «Очаровашка»                | 4:14         |
| 4.                  | «Ты и я»                    | 3:13         |
| 5.                  | «Белая песня»               | 4:41         |
| 6.                  | «Другая женщина»            | 4:48         |
| 7.                  | «Танец вилки»               | 4:06         |
| 8.                  | «Это всё для тебя»          | 5:00         |
| 9.                  | «Время пингвинов и бабочек» | 4:09         |
| 10.                 | «Цветок»                    | 4:20         |
| Общая длительность: | Общая длительность:         | 42:57        |

## Участники записи
- Анжелика Варум — вокал
- Юрий Варум — музыка, аранжировка, клавишные, сведение, продюсер
- Кирилл Крастошевский — слова (1-3, 5-9)
- Юрий Рыбчинский — слова (4)
- Людмила Шашкина — слова (10)
- Владимир Курилов — саксофон
- Александр Венгеров — гитара
- Павел Воротников — программное обеспечение, сведение
- вокальная группа Cool & Jazzy — бэк-вокал (2, 8, 9)
- Марина Мельниченко — бэк-вокал (3, 6, 7)
- Сергей Харин — менеджер проекта
- Сергей Павлов — обложка

Сведения взяты из аннотации к альбому.